# Cumbre del Español
Cumbre del Español är en ort i Mexiko.   Den ligger i kommunen La Perla och delstaten Veracruz, i den sydöstra delen av landet, 210 km öster om huvudstaden Mexico City. Cumbre del Español ligger 2 098 meter över havet och antalet invånare är 629.
Terrängen runt Cumbre del Español är kuperad åt nordost, men åt sydväst är den bergig. Runt Cumbre del Español är det ganska tätbefolkat, med 155 invånare per kvadratkilometer. Närmaste större samhälle är Orizaba, 14,3 km söder om Cumbre del Español. I omgivningarna runt Cumbre del Español växer huvudsakligen savannskog.